# Das dritte Ohr

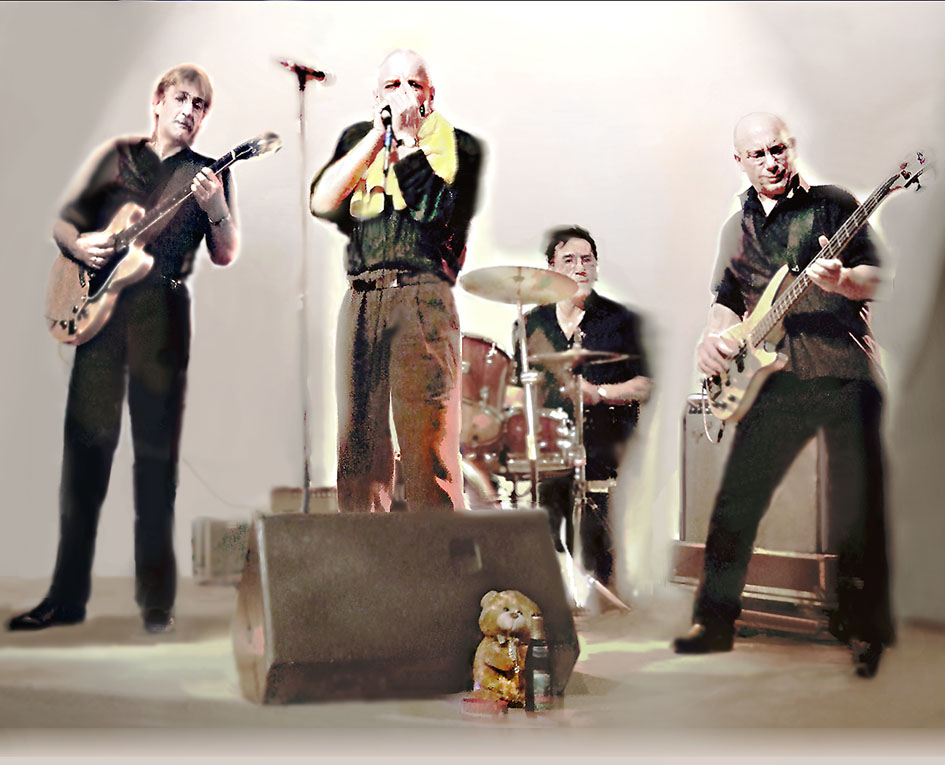
Künstlerisch verfremdetes Foto des Quartetts Das Dritte Ohr in nachgestellter Live-Situation

Das Dritte Ohr ist die am längsten existierende noch aktive Bluesband Deutschlands. Sie wurde 1968 von Udo Wolff gegründet, der immer noch der Band angehört. Im Jahr 1981 erhielt die Gruppe als erste deutsche Bluesband den Preis der Deutschen Schallplattenkritik.

## Geschichte
Zu Beginn ihrer Laufbahn machte die Band ihre Lehrzeit als Begleitgruppe der Europa-Tourneen schwarzer Bluesmusiker aus der Generation von Muddy Waters und Howlin’ Wolf, in deren Folge das „Ohr“ auf dem bis heute weltweit bestverkauften Sampler in der Geschichte der Bluesmusik beim legendären Chess-Label erschien. Im Jahr 1981 erhielt die Gruppe als erste deutsche Bluesband den Preis der Deutschen Schallplattenkritik, unter anderem wegen ausschließlich deutscher Bluestexte. Das Dritte Ohr war die erste deutsche  Bluesband, die im Ostblock, in den USA und in Mittelamerika auftrat; bis heute ist immer noch die „Ohr“-LP Zahltag die meistverkaufte deutsche Bluesproduktion. Typisches Wolff-Zitat: „Durchaus  einverstanden, frei nach Molière: Wir sind da, um zu unterhalten. Allerdings nicht um jeden Preis. Heißt dann am Ende doch: Mögt es, oder lasst es.“

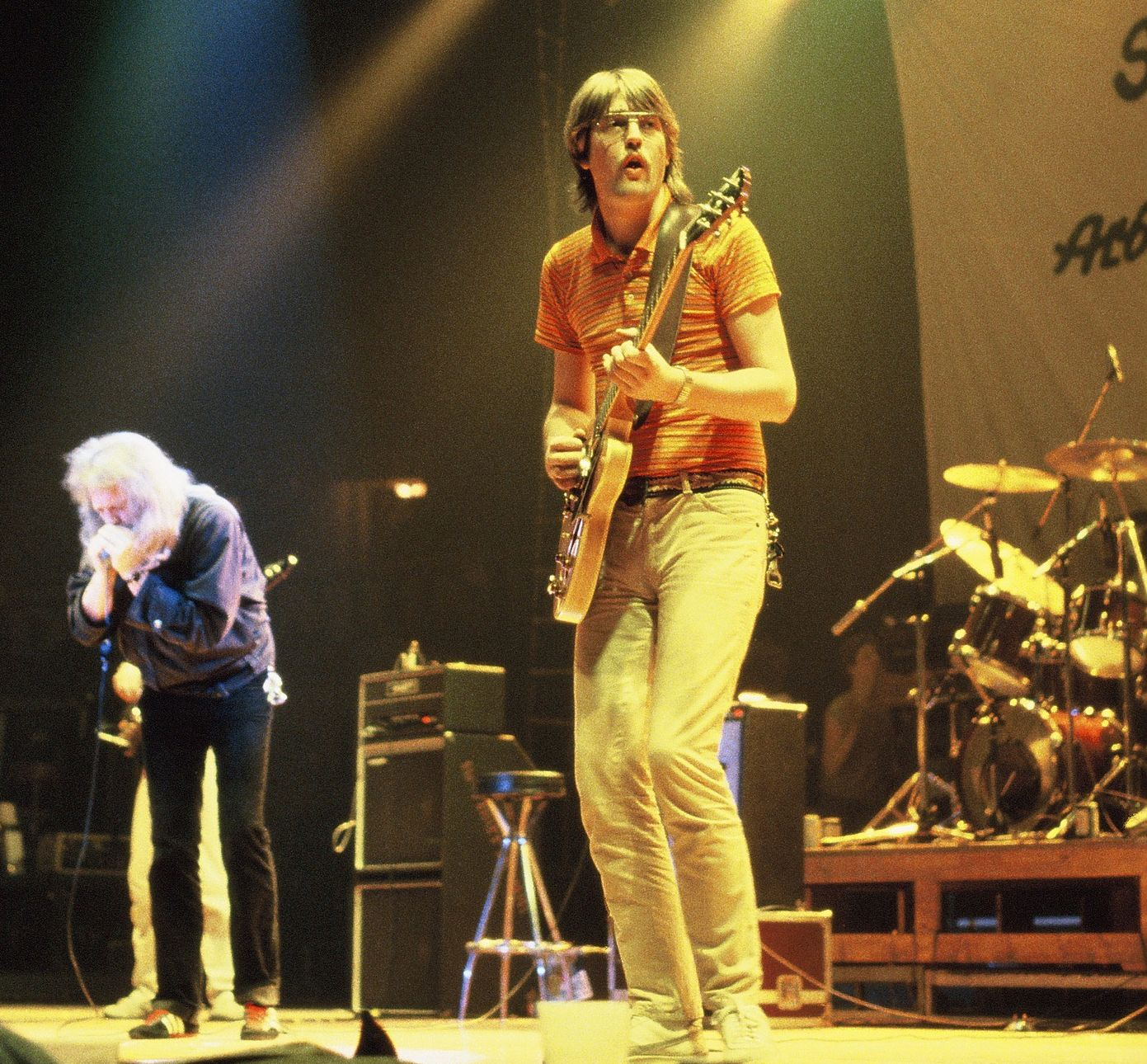
Das Dritte Ohr beim Auftritt beim Arbeiterjugendtag der SJD-Die Falken 1984 in Dortmund. Udo Wolff (l.) und Tom Schrader

Das Dritte Ohr tritt seit rund 40 Jahren jeweils zu Weihnachten in ihrer Heimatstadt Hildesheim auf, über viele Jahre zum Beispiel in der Diskothek be bop auf dem Rottsberg.

## Besetzung
- Gesang, Mundharmonika: Udo Wolff
- Gitarre: Tom Schrader
- E-Bass: Gerd Meier
- Schlagzeug: Pete „Bombay“ Liebers († 23. Oktober 2009)

## Diskografie (Auszug)
- Blues & Boogie Pur (1978, digital aufbereitet 2008)
- Zahltag (1980, digital aufbereitet 1997)
- Himmel oder Hölle (1982, digital aufbereitet 1997)
- Schwarz auf Weiss Live (1995)
- Das elfte Gebot (1997)
- Negerküsse (1998)
- Der Duft der Nacht (2003)